# آناتولی گریگوریان
آناتولی هاکوبی گریگوریان (ارمنی: Անատոլի Հակոբի Գրիգորյան؛ زادهٔ ۴ ژوئن ۱۹۴۱ درگذشت ۱۷ مارس ۲۰۱۷) نقاش اهل ارمنستان بود.

## زندگی‌نامه
وی در ۴ ژوئن ۱۹۴۱ در گیومری به دنیا آمد و از آکادمی دولتی هنرهای زیبای ارمنستان فارغ‌التحصیل گشت. وی برنده جوایزی همچون نقاش مردمی جمهوری ارمنستان، مدال موسس خورناتسی است. وی در ۱۷ مارس ۲۰۱۷ در سن ۷۵ سالگی در ایروان درگذشت.